# Portugiesische Indien-Armadas
Die portugiesischen Indien-Armadas (portugiesisch Armadas da Índia) waren Flottenverbände, die jährlich von Portugal in den Indischen Ozean segelten und im Rahmen des Indienhandels zumeist Indien als Ziel hatten. Einzelne Flotten hatten aber auch Ostafrika, China, Timor oder die Molukken zum Ziel. In der Regel verlief die Schiffsroute von Lissabon, Kap Verde über das Kap der Guten Hoffnung, São Sebastião durch die Straße von Mosambik nach Goa und folgte damit dem Weg, den Vasco da Gama 1498/99 entdeckt hatte. In Portugal wurde der Weg Carreira da Índia („Fahrweg nach Indien“) genannt. Organisiert wurden die Flotten beginnend mit der Herrschaft Manuels I. von 1498 bis 1570 durch die Casa da Índia, die Kolonialbehörde der portugiesischen Krone. Ab 1502 gab es zudem eine jährliche Brasilien-Flotte.

## Der Weg nach Indien
Von der Entdeckung durch Vasco da Gama 1497–1499 an wurde der Indienhandel auf dem Seeweg um die Südspitze Afrikas in den Indischen Ozean ungefähr ein Jahrhundert von den portugiesischen Armadas dominiert. Zwischen 1497 und 1650 verließen etwa 1033 Schiffe Portugal in Richtung Indien.

Seeroute nach Indien

Jede Reise dauerte ungefähr sechs Monate. Die Reisen wurden durch den Monsun entscheidend beeinflusst. Der Monsun ist im Sommer ein Südwestwind, im Winter ein Nordostwind. Daher war die beste Reisezeit für die Fahrt von Ostafrika nach Indien der Sommer (die Monate Mai bis September) und für die Rückreise der Winter. Zu anderen Zeiten war eine Reise auf dem Indischen Ozean mit Segelschiffen damals kaum möglich.
Daher verließ die typische Indien-Flotte Lissabon im Frühling (März/April), machte einen ersten Zwischenstopp in Cidade Velha auf den Kapverdischen Inseln, fuhr auf dem Äquatorialstrom einen Bogen nach Westen, um die Westwindzone zu erreichen, worauf die Flotten die Südspitze Afrikas und den Agulhasstrom im Juni/Juli erreichten, und wurden im August vom Sommermonsun Richtung Indien getrieben. Problematisch erwies sich, dass die Schiffe nach der Abfahrt von den Kapverdischen Inseln bzw. Brasilien nicht repariert werden konnten (wozu selbst bei den Zwischenstopps aus Zeitgründen oft die Möglichkeit fehlte). Zudem stellte die Überquerung des Kap der Guten Hoffnung, von vielen Seefahrern „Kap der Stürme“ genannt, eine große Gefahr für morsche Schiffe dar. Wurde es geschafft, das Kap zu umrunden, konnte dennoch in der Regel kein Zwischenstopp eingelegt werden, da der Agulhasstrom die Schiffe weiter trieb. Einzig die Mossel Bay wurde von manchen Schiffen genutzt, um frisches Wasser aufzunehmen. Der Ort wurde vor allem bei der Rückreise genutzt, um provisorisch die Schiffe zu reparieren, bevor die gefährliche Kapumfahrung anstand. Auch wurden hier gern Briefe für die im Anmarsch befindende Armada des nächsten Jahres deponiert, welche von einem schnellen Begleitschiff der nach Indien fahrenden Flotte dort abgeholt wurden. Erst an der Straße von Mosambik (die durch ihre Strömungen wiederum eine Gefahr darstellte) bzw. nördlich von ihr konnten die Armadas einen weiteren Zwischenstopp einlegen. Hier lagen die drei großen portugiesischen Stützpunkte Sofala mit São Caetano de Sofala, Ilha de Moçambique mit São Sebastião und Mombasa mit Fort Jesus, sowie die kleineren Stützpunkte Terra da Boa Gente, São Martinho de Quelimane, António Enes, Sansibar, Pemba, Pate und Melinde. Zumeist wurde aber lediglich aus Zeitgründen an der Ilha de Moçambique in São Sebastião ein Zwischenstopp eingelegt, um die Schiffe provisorisch zu überholen und Wasser und Proviant sowie manchmal Handelswaren aus Afrika aufzunehmen. Auch Sofala wurde häufiger angefahren, da die Stadt Endpunkt der Gold-Route, welche von den Goldfeldern Manicas aus dem inner-afrikanischen Munhumutapa-Reich über den Rio Pungué nach Sofala führte. Lediglich bei größeren Problemen und Schäden an den Schiffen wurde Melinde oder, wenn es die Zeit zuließ, die kleineren Stützpunkte angesteuert. Einzelne Armadas hatten aber lediglich die afrikanische Ostküste zum Endziel und segelten daher an den dortigen portugiesischen Stützpunkten entlang.
1510 folgte der Seefahrer Pedro Mascarenhas der im Jahr 1500 eingeschlagene Route von Diogo Dias und entdeckte somit einen alternativen Weg nach Indien. Dieser führte an der Südspitze von Madagaskar vorbei zu den Maskarenen und schließlich durch den offenen Indischen Ozean nach Indien. Dieser Weg hatte den Vorteil, dass er auch in der zweiten Jahreshälfte besegelt werden konnte, da in diesen Breiten die Auswirkungen des Monsuns nicht mehr so stark sind, aber hatte den großen Nachteil, dass dort der Schutz der portugiesischen Hafenstädte in Ostafrika fehlte. Dieser Weg wurde ab Ende des 16. Jahrhunderts der Weg der Niederländischen Ostindien-Kompanie von Amsterdam über die Kapkolonie nach Indien bzw. Batavia und sollte es bis ins 19. Jahrhundert bleiben.

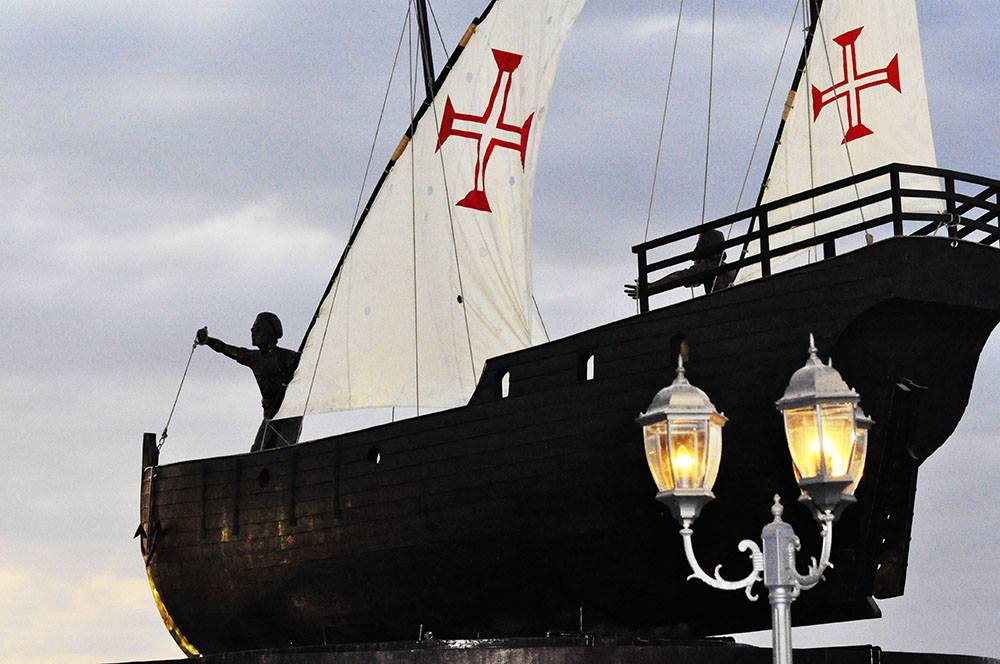
Lifau-Monument in Osttimor

Die portugiesischen Flotten erreichten Anfang September Indien. Dort wurde gleich nach der Ankunft mit der Reparatur der Schiffe begonnen und diese anschließend beladen. Im Januar begann dann die Rückreise. Den Wintermonsun nutzend, erreichten die Schiffe im April die Südspitze Afrikas und Lissabon im Sommer zwischen Juni und August.
Üblich war es, die schnellsten Schiffe nach Portugal vorauszuschicken, um dort über die Lage der Flotte zu unterrichten.

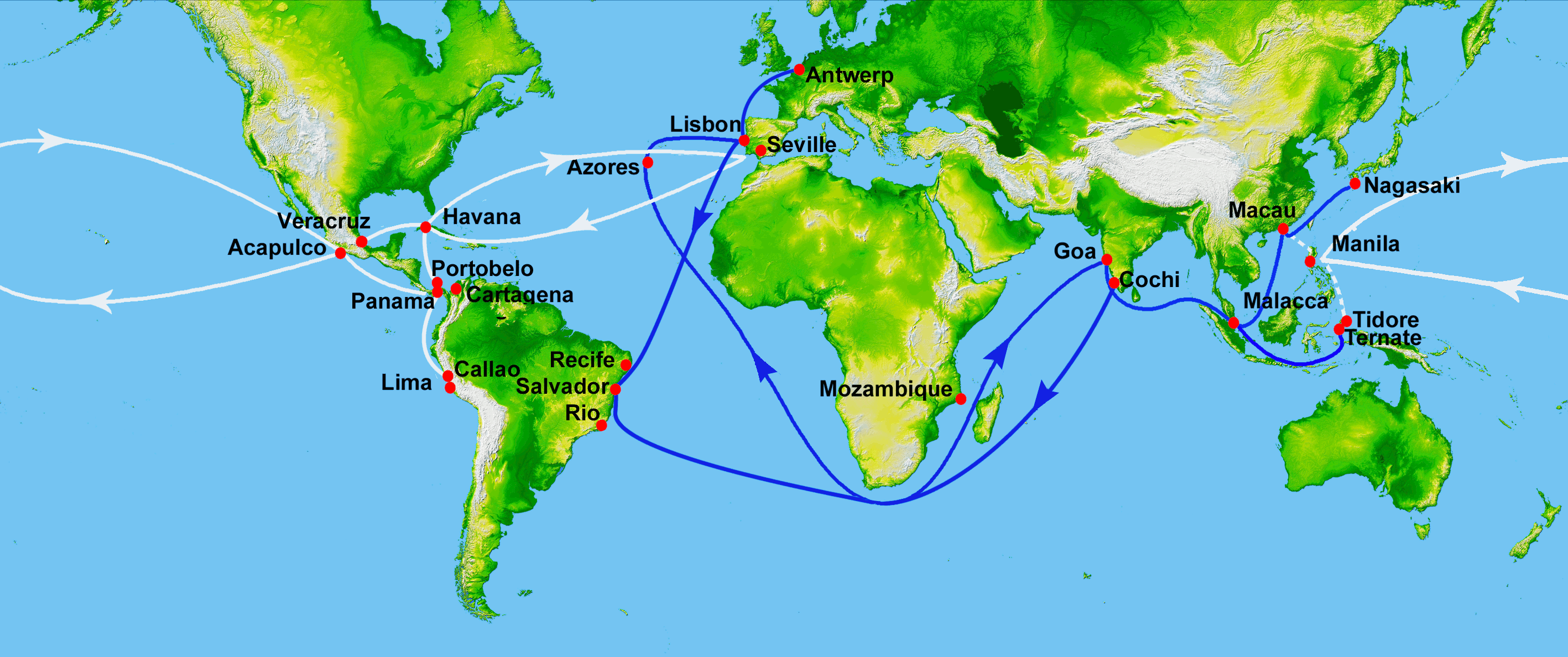
Spanische (weiß) und portugiesische (blau) Handelswege im 16. Jh.

Entscheidend für die nach Indien segelnden Flotten war, dass Ostafrika rechtzeitig erreicht wurde, um den Sommermonsun nutzen zu können. Sonst konnte es unter Umständen bis zum nächsten Frühling dauern, bis die Reise fortgesetzt werden konnte, bzw. musste der wesentlich gefährlichere Weg gewählt werden. Für die zurückkehrenden Flotten war die Straße von Mosambik eine besonders gefährliche Passage. Da die Schiffe schwer beladen und meistens in Indien nur notdürftig repariert worden waren, bedeuteten die dortigen schnellen Strömungen eine große Gefahr.
Da die neue Flotte (Februar/März) vor dem Eintreffen der alten Flotte (Ankunft Juni/Juli) bereits ausgelaufen war, war es üblich, an afrikanischen Küstenstationen Briefe für die in entgegengesetzter Richtung fahrende Flotte zu hinterlassen. Die Informationen waren zwar auch mindestens ein halbes Jahr alt, gaben aber der Richtung Indien segelnden Flottille eine Grundorientierung über die dortigen Entwicklungen.

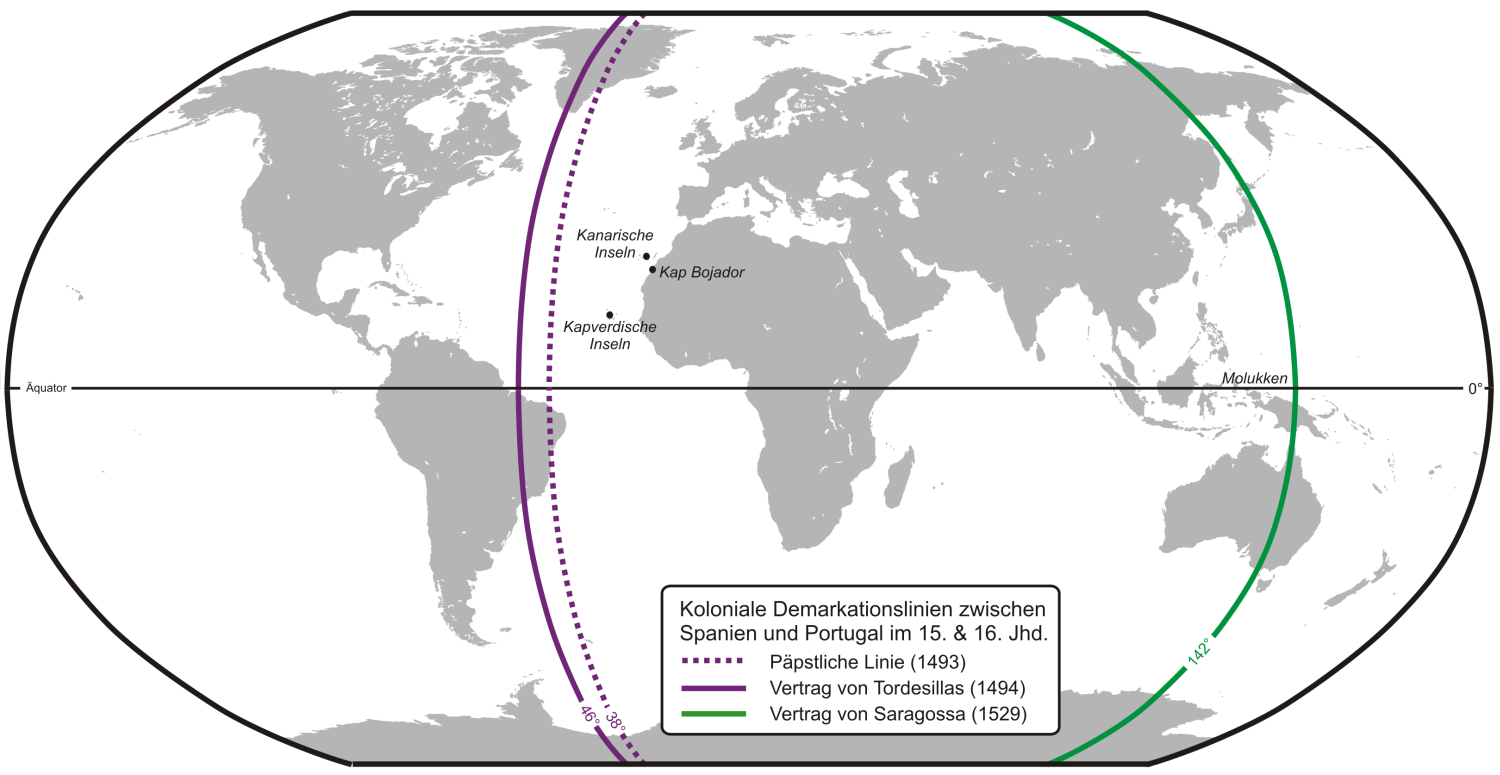
Portugiesisch-Spanische Verträge

Ab Mitte des 16. Jahrhunderts war es möglich, dass die Armadas zunächst nach einem Zwischenstopp an den Kapverdischen Inseln den Atlantik überquerten und dem Weg folgten, den Pedro Álvares Cabral entdeckt hatte. So segelten die Armadas in Richtung der brasilianische Küste, um dort in der neuen brasilianischen Hauptstadt Salvador oder Recife einen Zwischenstopp einzulegen. Somit befuhren einzelne Konvois mit einem Weg vier verschiedene Kontinente.

## Die Wege zu den Gewürzinseln und nach China und Japan

### Der Weg zu den Gewürzinseln
Nachdem sich die Portugiesen von 1498 bis 1510 an der indischen Küste festgesetzt hatten, konnten sie 1511 die strategisch wichtige Handelsstadt Malakka erobern und die große Festung A Famosa errichten.

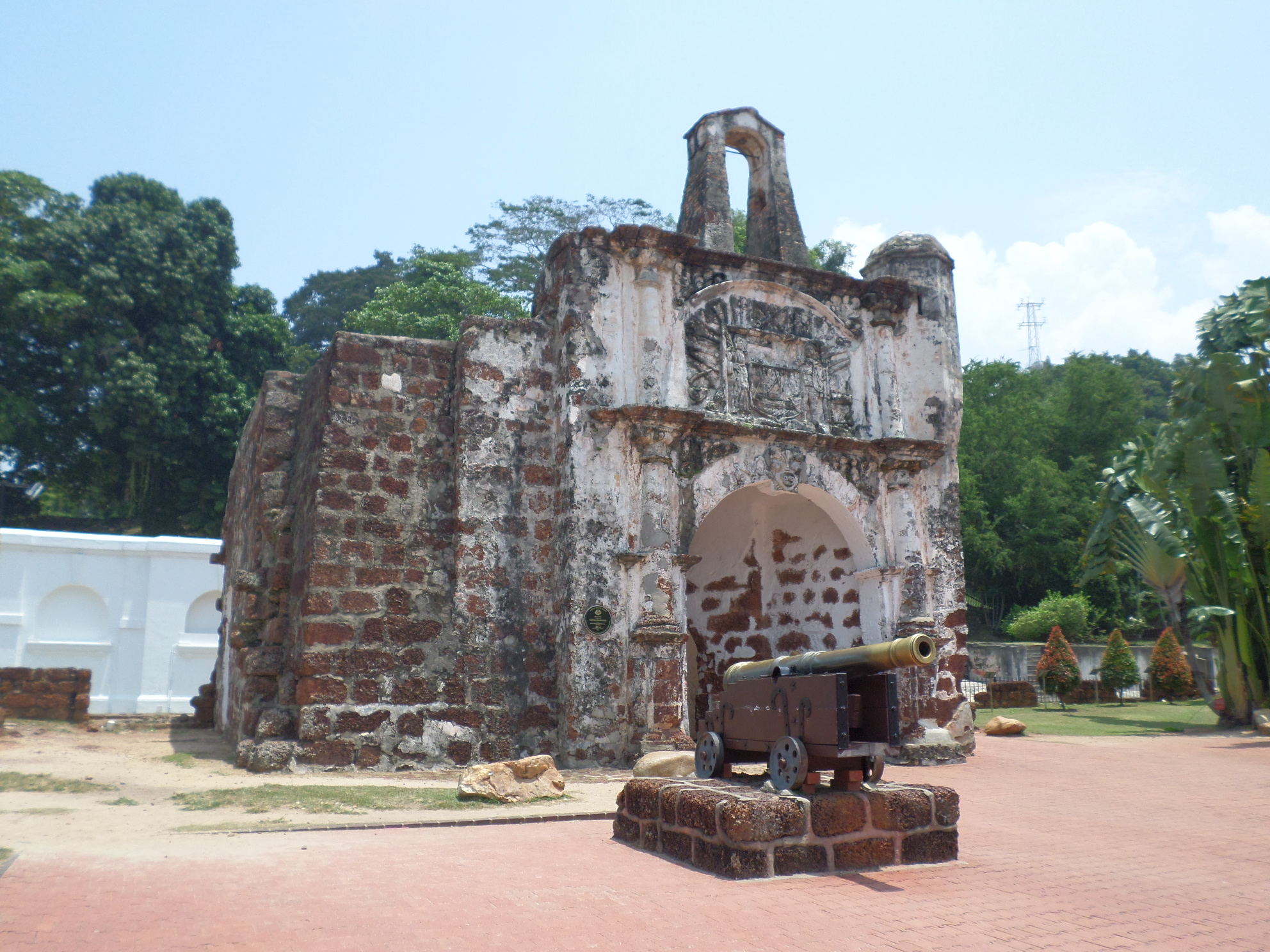
Porta de Santiago, das alte Stadttor von A Famosa

Von Malakka wurden noch im selben Jahr Entdeckungsfahrten unternommen, um den Anfang der Gewürz-Route zu finden, was schließlich 1512/1513 unter António de Abreu und Francisco Serrão gelang. Auf diesem Weg wurden zumeist Karavellen eingesetzt, da diese für die flachen Gewässern zwischen den Inseln besser als die großen Naos geeignet waren. Die Schiffe verließen Goa im September mit dem südwärts wehenden Monsun. Von Malakka aus wurden dann indische Waren auf Java gegen chinesische Kupfermünzen getauscht. Dafür erhielt man weiter im Osten auf Sumbawa Reis und einfache Baumwollstoffe, die wiederum auf den Banda-Inseln und Ternate gegen Gewürze getauscht wurden. Zwischen Mai und September kehrte man mit dem Südwest-Monsun nach Malakka zurück. So führte nach der Errichtung mehrerer Stützpunkte in der Folgezeit der Weg zu den Gewürzinseln von Goa, Malakka, Makassar, Fort Laboiana, Larantuca und Lifáo schließlich zu dem Beginn der Gewürz-Route in São João Baptista de Ternate und den Banda-Inseln auf den Molukken. Nach dem Verlust von Ternate 1575 führte der Gewürz-Weg schließlich nach Fortaleza da Nossa Senhora da Annunciada. Nach dem Verlust von Ambon und den Bacan-Inseln 1609 führte der Weg bis Mitte des 17. Jahrhunderts nach Tidore, das ein enges Bündnis mit Spanien unterhielt und lange seine Unabhängigkeit behalten konnte.

### Der Weg nach China und Japan
Der Weg nach China wurde zunächst 1513 unter Jorge Álvares erschlossen, der den direkten Seeweg von Europa nach Indien entdeckte.
1513 landete eine portugiesische Flotte von sechs Dschunken unter Álvares nahe der Stadt Guangzhou. In den folgenden Jahrzehnten kam es zu kriegerischen Auseinandersetzungen, die aber im Chinesisch-Portugiesischen Vertrag von 1554 beigelegt werden konnten und schließlich zum Erwerb von Macau führte. Der Weg nach Japan wurde von Fernão Mendes Pinto 1542/43 erschlossen. Ab der Erwerbung Macaus führte der Weg von Goa über Malakka, die chinesischen Häfen Macao und Liampó hin nach Nagasaki in Japan. Dieser Weg sicherte den lukrativen Handel zwischen China und Japan, den sogenannten Namban-Handel.

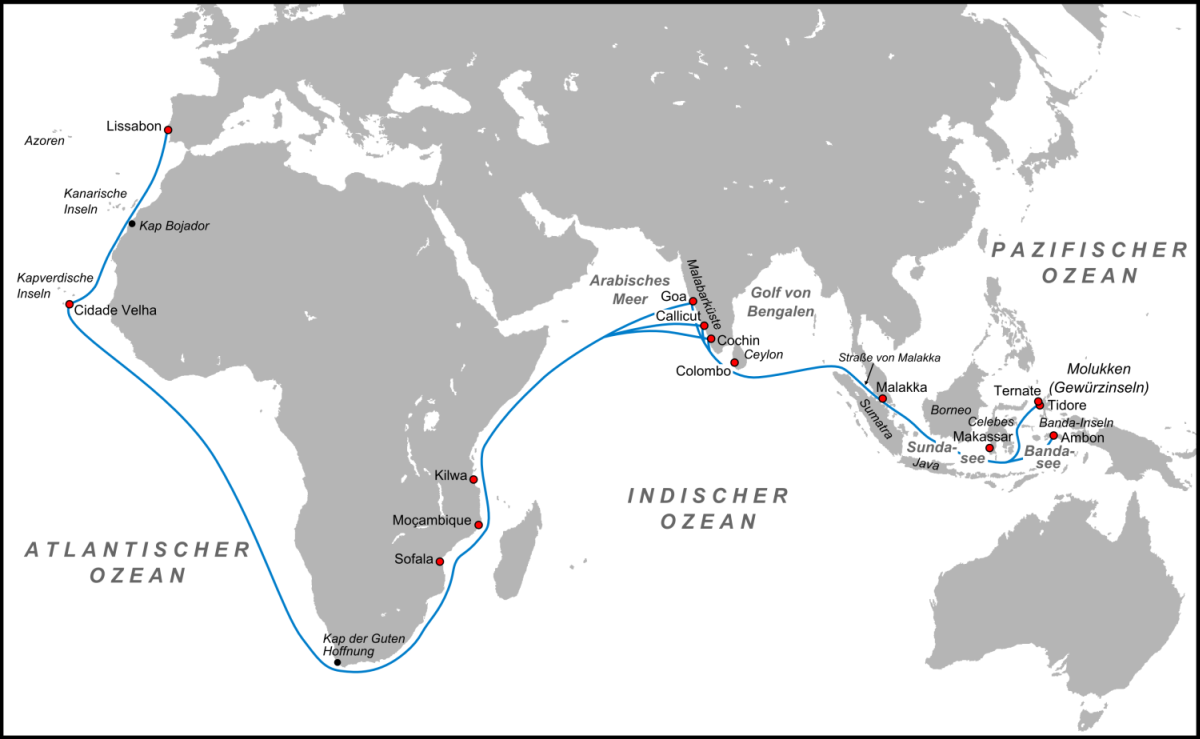
Die Gewürzroute von den Molukken nach Lissabon

### Portugiesisch-spanische Beziehungen
Beide neuen östlichen Wege kreuzten die westlichsten spanischen Handelswege der Manila-Galeone. Zunächst gab es wegen beiden Wegen massive Spannungen zwischen Spanien und Portugal, da beide Seiten den 1494 geschlossenen Vertrag von Tordesillas unterschiedlich in Bezug auf die Gewürzinseln interpretierten. Diese Spannungen eskalierten während der Amtszeit des portugiesischen Entdeckers und Gouverneurs von Ternate Jorge de Meneses, der das spanische Fort auf Tidore plündern ließ. Erst der Vertrag von Saragossa 1529 führte zu einer Beilegung der Krise, wovon beide Staaten in der Folgezeit profitieren sollten. Zum einen konnten die Spanier lange am Namban-Handel mit Japan partizipieren, da die Seefahrer aus Spanisch-Ostindien die einzigen waren, denen die Portugiesen den Zugang nach Macau und damit zum chinesischen Markt gestatteten. Zum anderen profitierten die Portugiesen nach der Vertreibung von den Molukken durch die Niederländer von der dort bleibenden spanischen Präsenz auf Tidore.

## Waren und Handel
Obwohl die Armadas Truppen, Verwaltungsbeamte, Missionare und Kolonisten zwischen Europa und Asien transportierten, war ihre wichtigste Funktion der Transport von Waren. In Asien wurden die zu dieser Zeit fünf wichtigsten Gewürze eingekauft. Teilweise an den Faktoreien der Malabarküste, teilweise wurden diese von den verschiedenen Faktoreien und Kolonien nach Goa geliefert, teilweise wurden sie direkt an den verschiedenen Produktionsorten abgeholt, da diese lange – bis auf die Banda-Inseln – unter portugiesische Kontrolle standen.
- In Kerala wurde Pfeffer erworben,
- in Ceylon Zimt,
- auf Ternate, Tidore und den Bacan-Inseln Nelken und
- auf den Banda-Inseln Muskatnuss und Macis.

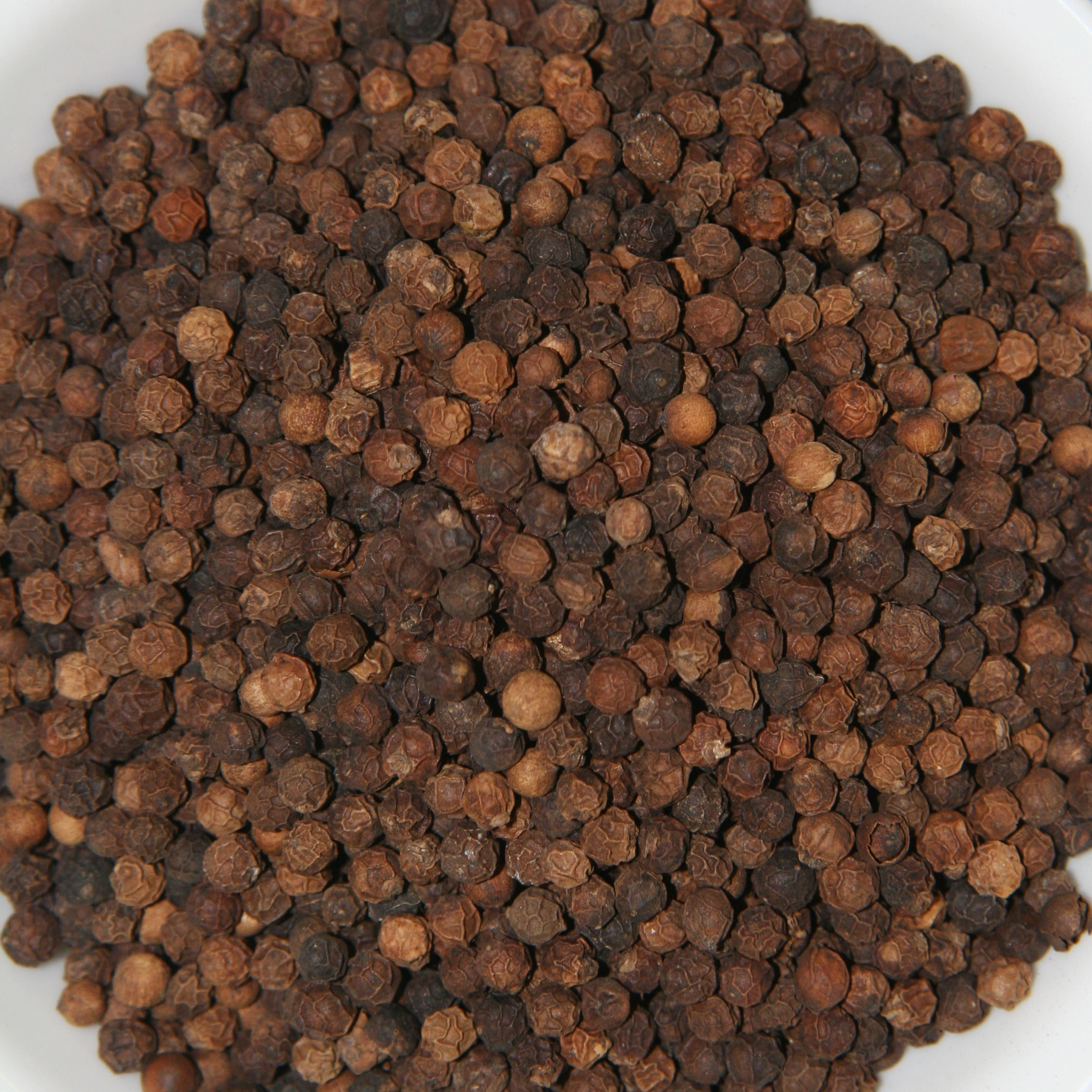
Schwarzer Pfeffer

Bei den frühen Armadas machte Pfeffer oftmals bis zu 90 % des Volumens aus.
Nach dem Ende der portugiesischen Präsenz auf den Molukken und auf Ceylon mussten die Portugiesen die Gewürze bis auf Pfeffer teuer bei ihren niederländischen Konkurrenten einkaufen, die nun darauf das Monopol hielten.
Weitere in Indien eingekaufte Waren waren Myrrhe, Langer Pfeffer, Ingwer, Indische Datteln, Artemisia, Aloe perryi, Elfenbein, Ebenholz, Perlen, Galbanharz, Campher, Indigo und Gummilack.
Weiterhin wurden in Makassar Seide, Sandelholz und Edelsteine eingehandelt. Aus Timor kam Sandelholz. Aus Macau wurde gegen Silber Chinesisches Porzellan und Seide gekauft. Diese Waren wurden aber oftmals bis 1638 unter dem sogenannten Namban-Handel ins nahe Japan geliefert, das diese Waren wiederum gegen Silber bezahlte, das wiederum für den Einkauf in Indien oder Macau verwendet werden konnte. Auch Feuerwaffen waren lange Zeit sehr beliebt in Japan, woraus sich die Tanegashima-Arkebuse entwickelte.
Handelswaren der Portugiesen aus Europa waren Gold, Silber, Feuerwaffen, Edelkoralle, ungarisches von den Fuggern geliefertes Kupfer und Zinnober.
Besonders das königliche Monopol auf Kupfer brachte große Gewinne, da Kupfer in Indien und Westafrika reißenden Absatz fand. Allein zwischen 1495 und 1521 kaufte die portugiesische Krone in dem damaligen Zentrum des internationalen Handels, in Antwerpen, ca. 5.200 t zumeist von den Fuggern aus Ungarn geliefertes Kupfer, das zum größten Teil nach Indien verschifft wurde.
Handelswaren der Portugiesen aus Ilha de Moçambique, welche auf der Reise nach Indien in São Sebastião aufgenommen wurden, waren Elfenbein und Perlen. Aus Sofala kam Gold über den Búzi-Fluss aus dem inner-afrikanischen Munhumutapa-Reich, welches anschließend von Sofala nach Indien oder nach Europa transportiert wurde.
Jede Nao brachte zwischen 6100 und 6800 Zentner Gewürze oder andere Handelsgüter mit. Bei einer typischen Armada mit vier bis fünf Schiffen bedeutete dies, dass 25.000–30.000 Zentner bzw. umgerechnet 125–150 t Gewürze und Waren nach Europa transportiert werden konnten. Große Armadas erreichten sogar manchmal mehr als 200 t.

## Schiffe

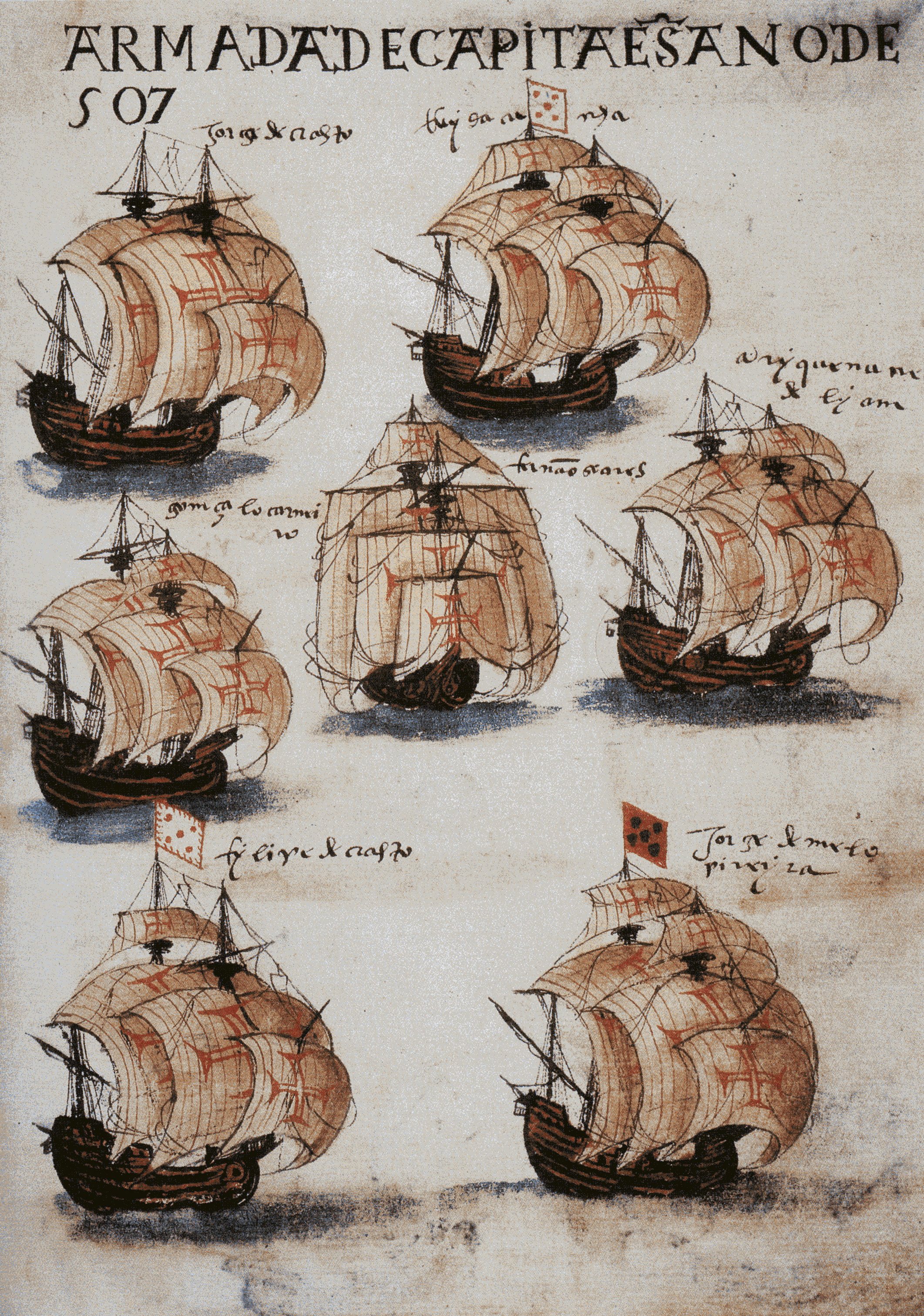
Karacken der Indien-Armadas 1507

Die Schiffe der Indischen Armadas waren typischerweise Karacken oder Naos. Die ersten Schiffe fassten rund 100 t und hatten zwischen 40 und 60 Mann Besatzung. Da Gamas Flaggschiff der Flotte von 1497 (die São Gabriel) war mit 120 t eines der größten Schiffe ihrer Zeit. Diese wurden allerdings rasch immer größer. In der Flotte des Jahres 1500 waren die größten Schiffe bereits 240 und 300 t groß, und die Flor de la Mar hatte 1502 bereits 400 t. 1503 segelten bereits 600 t große Naos. Für den Großteil des 16. Jahrhunderts pendelte sich aber die Größe der Schiffe bei rund 400 t ein. Ab den 1550er Jahren gab es Versuche, Naos mit 900 t als Standardschiffe zu etablieren, um die Tonnage zu erhöhen und so den Gewinn zu maximieren. Diese Versuche endeten aber teilweise katastrophal. Die hohen Kosten der Schiffe belasteten die Staatskasse gewaltig. Die Schiffe waren schlecht zu manövrieren, was sich gerade in der Straße von Mosambik bemerkbar machte. Fast sämtliche Naos dieser Klasse erlitten in den afrikanischen Gewässern Schiffbruch.

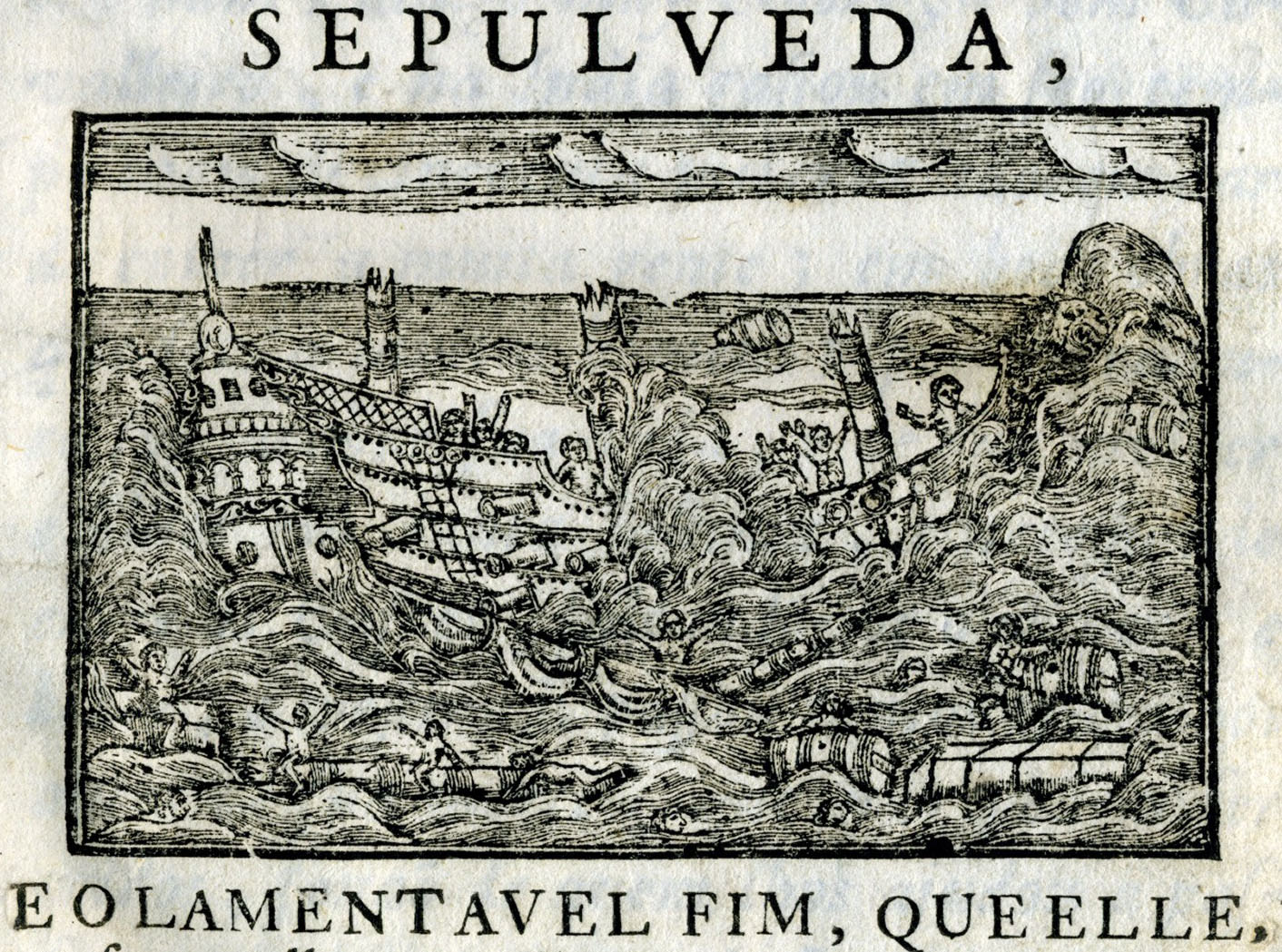
Wrack der São João, einer großen 900-t-Karacke, an der Küste Südafrikas, 1552

Dies veranlasste König Sebastian 1570 dazu, eine Obergrenze von 450 t einzuführen. Nachdem Philipp II. von Spanien auch König von Portugal geworden war, wurden diese Verbote wieder weitgehend ignoriert. So waren die durchschnittlichen Schiffe zwischen 1580 und 1600 600 t groß. Nach 1590 wurden auch 1500 t große Giganten gebaut. Diese Versuche endeten jedoch ebenfalls desaströs. Als Teil der spanischen Krone hatte Portugal nun auch die Feinde Spaniens zum Feind. Die großen Naos waren daher beliebte Ziele der britischen und niederländischen Freibeuter. So kaperte der britische Freibeuter Sir John Burroughs 1592 die 1600 t große Nao Madre de Deus, die von ihrer ersten Fahrt aus Indien gerade heimkehrte. Die Beute entsprach der Hälfte des eigentlichen englischen Staatshaushaltes in diesem Jahr.
In den ersten Jahrzehnten des Carreira da India wurden die Naos und Karacken meistens von Karavellen begleitet. Diese 50–70 t großen Schiffe, die meistens 20–30 Mann Besatzung umfassten, dienten unterschiedlichen Aufgaben. Sie wurden als schnelle Postschiffe, Aufklärer und Begleitschiffe für die Konvois eingesetzt. Ab den 1530er Jahren wurden die Karavellen durch die Galeonen als Begleitschiffe der Konvois abgelöst. Die Karacken, die zuvor sowohl Fracht- als auch Kriegsaufgaben übernommen hatten, wurden zu reinen Handels- und Transportschiffen. Die Geschwindigkeit der Flotten betrug meist rund 2,5 Knoten. Einzelne Schiffe erreichten aber 8–10 Knoten. Diese wurden bei der Rückreise meist als vorausfahrende Kuriere verwendet.

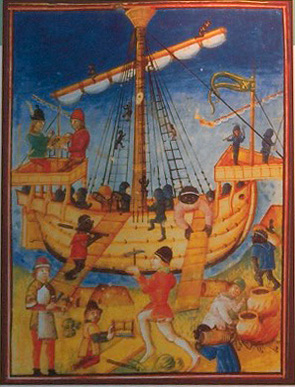
Portugiesische Karacke

Die portugiesischen Schiffe hatten eine durchschnittliche Lebensdauer von vier bis fünf Jahren. So war es bereits eine große Leistung, wenn ein Schiff den langen Weg nach Indien hin und zurück schaffte. Von 806 Naos, die zwischen 1497 und 1612 Portugal Richtung Indien verließen, kehrten 425 nach Portugal zurück. 20 kehrten zurück, ohne den indischen Subkontinent zu erreichen, etwa weil sie in Ostafrika den Monsun nicht rechtzeitig erreicht hatten oder leck geschlagen waren. 66 gingen verloren, 4 wurden gekapert, 6 wurden versenkt und 285 verblieben in Indien.
Die Verlustraten veränderten sich je nach dem Standard des Schiffbaus, Organisation, Training und der politischen Wetterlage. Zwischen 1571 und 1575 erreichten rund 90 % der Schiffe Indien und kehrten zurück. Zwischen 1586 und 1590 fiel diese Rate auf 40 %. Zwischen 1596 und 1605 kletterte die Rate auf über 50 %, um anschließend auf 20 % zu fallen.
Noch drastischer war der Verlust an Besatzungen. Jede Flotte verlor bei ihrer Reise nach Indien und zurück etwa 30–50 % der Schiffsbesatzung. Stürme, feindliche Eingeborene in Afrika, Schiffbrüche, aber vor allem der Skorbut, machten den Besatzungen zu schaffen. Es war daher üblich, einen Teil des (hohen) Soldes bereits vor Beginn der Reise auszuzahlen, damit die Familien der Seeleute eine Rücklage hatten, falls der Familienvater nicht zurückkehrte.

## Ende der Armadas
Ab Mitte des 17. Jahrhunderts ging die Bedeutung der Armadas stetig zurück. Zum einen stieg die Bedeutung des wesentlich näher gelegenen und einfacher zu erreichenden Brasiliens. Zum anderen schrumpfte während des Niederländisch-Portugiesischen Krieges 1624–1661 der Estado da Índia beständig, da die Spanisch-portugiesische Krone ihre Mittel hauptsächlich verwendete, um Niederländisch-Brasilien zu bekämpfen und das Spanische Kolonialreich zu schützen. Zudem setzte sich die Britische Ostindien-Kompanie in Indien fest, und in Oman konnte zuerst die Yaruba-Dynastie den Portugiesen ihre Besitzungen im Nahen Osten entreißen, anschließend die Bū-Saʿīd-Dynastie die meisten Besitzungen der Portugiesen in Ostafrika übernehmen.
1575 ging mit Ternate der Hauptstützpunkt auf den Molukken, den „Gewürzinseln“, verloren. 1609 wurde mit Ambon der letzte Stützpunkt auf den Molukken von den Niederländern erobert. 1612 begann im Indischen Ozean der Anfang vom Ende der portugiesischen Seemacht mit dem Seegefecht vor Suvali. 1622 eroberte Persien unter den Safawiden mit Hilfe der Britischen Ostindien-Kompanie die reiche Handelsstadt Hormus. 1638 verfügte Japan die Ausweisung der Portugiesen aus Nagasaki. 1641 folgte der Fall von Malakka, welches die Straße von Malakka beherrschte. Damit wurden die Handelswege in Richtung Molukken bzw. China und Japan massiv erschwert, da sowohl die Straße von Malakka, als auch die Sundastraße nun von den Niederländern kontrolliert wurden. 1658 eroberten die Niederländer Ceylon. 1661 wurde den Briten unter anderem die reiche indische Handelsstadt Bombaim als Mitgift für Katharina von Braganza übertragen. Um 1660/1663 gingen die meisten Städte an der indischen Malabarküste an die Niederlande verloren. 1665 wurden die Portugiesen von den Niederländern aus der Macassar vertrieben. 1698 ging schließlich mit Fort Jesus der größte Stützpunkt in Ostafrika und die Besitzungen nördlich von Mosambik verloren. Im 18. Jahrhundert gingen schließlich weitere Städte in Indien verloren.
Waren die ersten Armadas große Flotten mit bis zu 2500 Mann Besatzung und bis zu 20 Schiffen gewesen, bestand der Konvoi von 1636 beispielsweise nur noch aus zwei Naos. Gestützt auf die verbliebenen Besitzungen Kap Verde, Ilha de Moçambique, Damão, Diu, Goa, Portugiesisch-Timor und Macau, erfolgten allerdings bis zum Ende der Segelschifffahrt weiterhin kleine jährliche Konvois in Richtung Indien. Erst 1999 wurde die portugiesische Flottenpräsenz in Asien mit der Übertragung der letzten Kolonie Macau an die Volksrepublik China nach 501 Jahren endgültig beendet.

## Die ersten Armadas im Einzelnen

### Zur Regierungszeit Manuels I.
Manuel I. regierte von 1495 bis 1521.
1497
Die erste Indien-Armada unter Vasco da Gama verließ im April 1497 Portugal und erreichte im Mai 1498 Indien.
Sie eröffnete Beziehungen zu Malindi. Die Flotte umfasste 2 Naos, 1 Karavelle, ein Versorgungsschiff und 170 Mann.
Sie verließ im Oktober 1498 Indien und erreichte zwischen Juli und August wieder Portugal.
1500
Die zweite Indien-Armada und erste Brasilien-Expedition unter Pedro Álvares Cabral verließ im März 1500 Portugal und erreichte im September 1500 Indien. Davor hatte sie im April 1500 offiziell Brasilien entdeckt. Sie umfasste 13 Schiffe mit 1500 Soldaten und 1000 Matrosen. Allerdings verlor sie bei der Afrikaumsegelung 4 Schiffe in einem Sturm. Darunter befand sich ein Schiff, das den Entdecker Bartolomeu Dias als Kapitän an Bord hatte.
Eine erste Faktorei in Kalikut wurde niedergebrannt und es kam zu kriegerischen Auseinandersetzungen zwischen den Portugiesen und dem Herrscher von Kalikut. Es gelang aber, in Cannanore und Cochin erste Faktoreien anzulegen. Mit Cochin wurde ein erster Bündnisvertrag geschlossen.
Im Januar 1501 verließ die Flotte Indien und erreichte zwischen Juni/Juli 1501 wieder Portugal.
1501
Die vier Schiffe umfassende dritte Indien-Armada unter João da Nova verließ im April 1501 Portugal und erreichte im August 1501 Indien. Sie verließ Indien im Januar 1502 und erreichte Portugal wieder im September 1502.
Die Expedition entdeckte die Inseln St. Helena, Ascension und Juan de Nova. Im Hafen von Cannanore wurde eine Flotte aus Kalikut zerstört.
Die 3 Karavellen umfassende zweite Brasilien-Expedition unter Gaspar de Lemos mit Amerigo Vespucci an Bord verließ im Mai 1501 Portugal in Richtung Brasilien. Im Juni traf sie sich mit der Vorhut der zweiten Indien-Armada vor der Küste Afrikas.
Im August erreichte sie die brasilianische Küste. Dort entdeckte sie unter anderem Fernando de Noronha, die Allerheiligenbucht und die Guanabara-Bucht. Im Sommer 1502 kehrte sie nach Portugal zurück.
1502
Die 20 Schiffe umfassende vierte Indien-Armada verließ zwischen Februar und April 1502 unter dem Kommando von Vasco da Gama Portugal. Sie wurde aufgeteilt in 3 Geschwader (10+5+5) und umfasste rund 1500 Menschen. Im September 1502 erreichte die Flotte Indien. Es wurde eine Faktorei auf der Ilha de Moçambique gegründet. Mit Calicut gab es weiter Krieg, sodass da Gama die Stadt erneut bombardieren ließ. Im Dezember 1502 verließ die Flotte Indien und kehrte im September 1503 zurück.

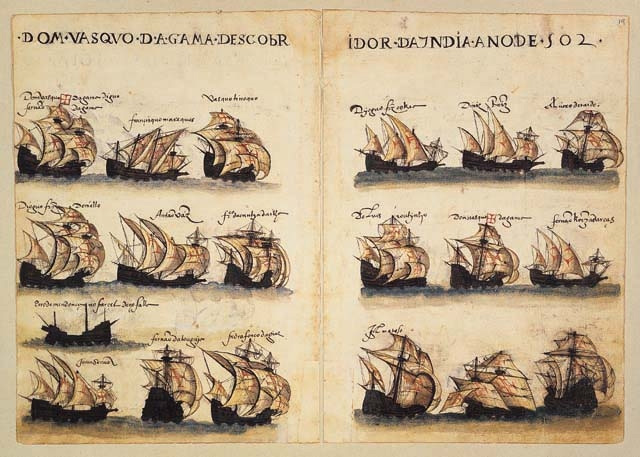
Schiffe der 4. Indien-Armada 1502

Nach Rückkehr der zweiten Brasilien-Expedition überließ König Manuel I. dem reichen Kaufmann Fernão de Noronha für 3 Jahre sämtliche Rechte am Handel mit Brasilien. Dieser begann 1503 und 1506 den Handel mit Brasilholz, der ihm Gewinn von durchschnittlich 400 bis 500 % einbrachte.
1503
Die fünfte Indien-Armada unter Afonso de Albuquerque verließ zwischen März und April 1503 Portugal. Sie umfasste 9 Schiffe in 3 Geschwadern (3+3+3). Sie erreichte zwischen August und Oktober Indien und rettete das verbündete Cochin. Diese Stadt war von März bis zum September 1503 von den Truppen des Samorin von Calicut belagert worden. Als Dank durften die Portugiesen mit Fort Emmanuel unter Duarte Pacheco Pereira ihr erstes Fort in Asien errichten. Im Februar 1504 verließ die Flotte Indien und erreichte im Juli 1504 Portugal.
Die dritte Brasilien-Expedition unter Gonçalo Coelho hatte Amerigo Vespucci an Bord. Die von Fernão de Noronha finanzierte, 6 Schiffe umfassende Flotte verließ zwischen Mai und Juni Portugal und erreichte im Juli 1503 Brasilien.
Erste Faktoreien auf Fernando de Noronha, in Cabo Frio, an der Guanabara-Bucht und Porto Seguro wurden gegründet.
Im Jahr 1504 kehrte Vespucci zurück, 1505 schließlich auch Coelho.
Ab dem Jahr 1506 wurde schließlich eine jährliche Flotte aus 6 Schiffen gebildet, die Brasilholz nach Portugal lieferte.
1504
Die 6. Armada unter Lopo Soares de Albergaria bestand aus 13 Schiffen.
Die Flotte verließ am 22. April 1504 Lissabon in Richtung Indien, das sie im September desselben Jahres erreichte. Sie umrundete das Kap der Guten Hoffnung, lud in Indien Gewürze, übernahm gleichzeitig militärische und diplomatische Aufgaben, versorgte die ständig in Indien stationierte portugiesische Flotte mit Schiffen, Menschen und Artillerie und kehrt im Folgejahr nach Europa zurück
1505
Die 7. Armada unter dem ersten Vizekönig Portugiesisch-Indiens Francisco de Almeida war eine der größten Armadas. Sie umfasste 22 Schiffe (darunter 14 Naos und 6 Karavellen), 1.000 Mann Besatzung und 1.500 Soldaten und startete am 25. März 1505. Unter den Teilnehmern der Expedition war auch Fernão de Magalhães, der später (August 1519) in spanischen Diensten die erste Weltumsegelung beginnen sollte. Im gleichen Jahr am 18. Mai starteten die 6 Naos umfassende 8. Armada. Am 19. November 1505 schließlich die 3 Naos umfassende 9. Armada.
Zum ersten Mal wurde in einem Jahr mehrere Konvois nach Indien geschickt.
1506
Die 16 Schiffe umfassende 10. Armada unter Tristão da Cunha, der eigentlich als erster Vizekönig vorgesehen war, verließ Portugal am 6. April 1506.
Am selben Tag verließ die 11. Armada unter Afonso de Albuquerque Lissabon, hatte aber den Auftrag Richtung Rotes Meer und Persischen Golf zu segeln, während da Cunhas Flotte Richtung Indien segelte.
1507
Die jeweils aus 4 Schiffen bestehenden 11. und 12. Armadas verließen gemeinsam am 13. April 1507 Lissabon. Die 7 Naos umfassende 13. Armada verließ am 21. April Portugal.
1508
Die aus 4 Schiffen bestehenden 13. Armada unter Diogo Lopes de Sequeira verließ am 5. April 1508 Portugal und startete eine Expedition in die Südsee und erkundete Malakka, Sumatra und Ternate. Die aus 13 Schiffen bestehende 14. Armada verließ am 9. April 1508 Portugal und segelte nach Indien.
1509
Die unter dem Marschall von Portugal Fernando Coutinho startende 15. Armada umfasste 16 Schiffe. Sie startete in Indien angekommen einen Angriff auf Calicut, der im Desaster endete. Coutinho, der keinerlei Vorstellungen von Indien hatte, befahl einen Frontalangriff auf die Stadt, was ihm und vielen seiner Männer im verwüsteten Calicut 1510 das Leben kostete.
1510
1510 wurden wieder 3 Konvois nach Indien geschickt.
Am 12. März 1510 startete die 4 Schiffe umfassende 16. Armada.
Am 16. März 1510 startete die 7 Schiffe umfassende 17. Armada.
Am 8. August 1510 startete die 3 Schiffe umfassende 18. Armada, welche die Insel Madagaskar erkundete.
Im selben Jahr gelang den Portugiesen die Eroberung von Goa.
1511
Die 6 Schiffe umfassende 19. Armada verließ am 25. März 1511 Portugal.
Im selben Jahr gelang die Eroberung von Malakka.
1512
Die 9 Schiffe umfassende 19. Armada verließ am 25. März 1512 Portugal.
Am selben Tag verließ die 4 Schiffe umfassende 20. Armada Portugal.
Ein weiteres Schiff verließ als 21. Armada Portugal, um in der Straße von Mosambik nach einem zurückgebliebenen Schiff zu suchen.
1513
Die 22. Armada umfasste 4 Schiffe und verließ am 20. März 1513 Portugal.
1514
Die 23. Armada umfasste 5 Schiffe und verließ am 9. April 1514 Portugal.
Die 24. Armada, welche 2 Schiffe umfasste, sollte die Handelsbeziehungen mit den Eingeborenen in Madagaskar und Mosambik verbessern.
1515
Die 25. Armada unter Lopo Soares de Albergaria umfasste 13 Schiffe, verließ am 7. April 1515 Portugal und brachte den neuen Gouverneur des Estado da Índia nach Goa.
Die 26. Armada ("pera a China") mit 3 Schiffen sollte die Küsten Chinas erkunden.
1516
Die 27. Armada umfasste 5 Schiffe und verließ am 4. April 1516 Portugal. In Indien angekommen sollte sie den Portugiesen Tomé Pires als offiziellen Gesandten Manuels I. nach China bringen.
Zwar erreichte die Flotte China, doch Pires wurde dort festgesetzt.
Am 24. April 1516 verließ ein weiteres Schiff Portugal als 28. Armada. Es fungierte als schnelles Postschiff und sollte Portugiesisch-Indien vor einem möglichen Angriff aus Ägypten warnen.
1517
Am 9. April verließ eine 6 Schiffe umfassende 29. Flotte unter António de Saldanha Portugal und segelte nach der Ankunft in Indien weiter nach Ternate, das nun den Startpunkt der Gewürz-Route bildete und wo eine erste Faktorei gegründet wurde.
1518
Am 27. März 1518 verließ eine große 12 Schiffe umfassende 30. Flotte Portugal und brachte den neuen Gouverneur Diogo Lopes de Sequeira nach Indien.
1519
Die 14 Schiffe umfassende 31. Flotte verließ am 23. April 1519 Portugal.
Ein Teil der Flotte segelte nach der Ankunft nach China weiter, wo die Portugiesen sich festzusetzen suchten und es zu kriegerischen Konflikten kam. João de Barros schrieb später über die Konflikte zwischen Portugal und China zwischen 1519 und 1522.
1520
Alarmiert von der Mission Fernão de Magalhães eine Westroute nach Asien für den deutschen Kaiser und spanischen König Karl V. zu finden, beauftragte Manuel I. am 6. Mai 1520 die 10 Schiffe umfassende 32. Flotte damit, heimlich eine Festung gegen das mit Portugal eigentlich verbündete und von seinem Schwager regierte Spanien auf den Molukken zu bauen. Tatsächlich begannen die Spanier sich nach der erfolgreichen Mission in Tidore auf den Molukken festzusetzen, während die Portugiesen 1522 auf Ternate eine erste Festung errichteten. Erst der Vertrag von Saragossa 1529 sollte den Streit beilegen, auch wenn die Spanier in Tidore weiter bis Mitte des 17. Jahrhunderts präsent blieben.
1521
Die 12 Schiffe umfassende 33. Flotte verließ am 5. April 1521 Portugal und brachte den neuen Gouverneur Duarte de Meneses nach Indien. 4 Schiffe segelten nach China und sollten dorthin weitere Verstärkungen bringen. Sie konnten aber den Fall der ersten portugiesischen Kolonie in Tamão nicht verhindern. Die meisten Kapitäne der Schiffe dieser Flotte traten anschließend ein Amt als Gouverneur von einzelnen Kolonien und Stützpunkte an. Die 34. Flotte mit 3 Schiffen segelte Richtung Madagaskar und Mosambik.

### Zur Regierungszeit Johanns III.
Johann III. regierte von 1521 bis 1557.
1522
Am 15. April 1522 verließ die 34. Flotte mit 4 Schiffen Portugal
1523
Am 9. April 1523 verließ die 35. Flotte mit 9 Schiffen Portugal
1524
Der Entdecker des Seewegs nach Indien und neue Vizekönig Vasco da Gama verlässt mit einer großen 17 Schiffe umfassenden 36. Flotte in Begleitung seiner Söhne Estêvão da Gama und Paulo am 9. April 1524 Portugal. Er stirbt aber bereits 3 Monate nach seiner Ankunft in Chochin.
1525
Am 25. April 1525 verließ die 37. Flotte mit 6 Schiffen Portugal
1526 Am 8. April 1526 verließ die 38. Flotte mit 5 Schiffen Portugal
1527 Am 26. März 1527 verließ die 39. Flotte mit 5 Schiffen Portugal
1528 Unter dem Nachfolger da Gamas Nuno da Cunha als neuer Gouverneur verließ die 40. Flotte mit 11 Schiffen am 18. April 1528 Portugal. Auf dem Weg nach Indien wurde Mombasa geplündert.
Der Forschungsreisende António Tenreiro kehrte im selben Jahr nach Portugal zurück.
1529 Die 41. Flotte, bestehend aus 5 Schiffen, verließ am 18. April Portugal und besuchte auf dem Weg nach Indien Hormus.
1530 Die 42. Flotte, bestehend aus 6 Naos und 3 Karavallen, verließ am 15. April Portugal
5 Schiffe unter Martim Afonso de Sousa verließen Portugal und gründeten 1532 mit São Vicente die erste dauerhafte Siedlung in Brasilien. Beginn der Besiedlung Brasiliens. Einzelne Indien-Flotten folgen in den folgenden Jahrhunderten auf der Hinreise den Weg Cabrals einen Zwischenstopp in Brasilien und verbinden so 4 Kontinente.
1531 Die 43. Flotte, bestehend aus 5 Naos verließ am 20. April Portugal und segelte nach Chochin.
1532 Die 44. Flotte, aus 5 Schiffen bestehend, verließ am 10. April Portugal. Sie brachte die beiden Söhne Vasco da Gamas Estêvão da Gama und Cristóvão da Gama nach Indien. Estêvão trat anschließend sein Amt als Gouverneur von Malakka an.
1533 Die 45. Flotte, aus 7 Schiffen bestehend, verließ am 10. April Portugal.
Ebenfalls im selben Jahr verließ die 46. Flotte Portugal mit 10 Schiffen.

45. Indienflotte mit der Bom Jesus

1534 Aus Brasilien zurückgekehrt, wurde Martim Afonso de Sousa Admiral der 47. Indienflotte, die 5 Schiffe umfasste.
Im selben Jahr wurde Brasilien in 12 Lehen aufgeteilt, und die Erschließung des Landes begann.
1535 Die 48. Flotte, aus 6 Schiffen bestehend, verließ am 8. März Portugal.
1536 Die 49. Flotte, aus 5 Schiffen bestehend, verließ am 10. März Portugal.
Jorge Cabral, der Neffe von Pedro Álvares Cabral und spätere Gouverneur, reist nach Indien.
1537 Die 50. Flotte, aus 6 Schiffen bestehend, verließ am 12. März Portugal.
An Bord hatte sie den Entdecker Fernão Mendes Pinto, der 1542 den Seeweg nach Japan entdeckt haben soll. Ebenfalls an Bord befand sich Pedro da Silva da Gama, der die Gebeine seines Vaters Vasco da Gama nach Portugal bringen sollte.
Die 51. Flotte verließ am 4. November Portugal und brachte Verstärkungen nach Sofala und São Caetano de Sofala
1538 Die 52. war wieder eine große Flotte, da sie den neuen Vizekönig Garcia de Noronha nach Indien brachte. Mit 11 Schiffe brach die Flotte am 10. April auf. Ebenfalls an Bord befanden sich zahlreiche neue Gouverneure und Verwaltungsbeamte der einzelnen Kolonien. So wurden in Goa (João de Castro), Cannanore, Malakka, Chaul, Vasai-Virar, Diu, Hormus und Sofala neue Verwaltungen eingesetzt.
1539 Die 53. Flotte, aus 6 Schiffen bestehend, verließ am 24. März Portugal.
1540 Die 54. Flotte, aus 4 Schiffen bestehend, verließ am 25. März Portugal.
1541
Die 55. Flotte brachte den neuen Gouverneur Martim Afonso de Sousa nach Indien.
Sie brach am 7. April von Portugal auf und bestand aus 5 Schiffen.
An Bord hatte sie den Geistlichen Franz Xaver, den Mitbegründer der Jesuiten.
1542
Die 56. Flotte, aus 4 Schiffen bestehend, verließ am 23. April Portugal.
1543
Die 57. Flotte, aus 5 Schiffen bestehend, verließ am 25. März Portugal.
1544
Die 58. Flotte, aus 6 Schiffen bestehend, verließ am 19. April Portugal.
1545
Die 59. Flotte brachte den neuen Vizekönig João de Castro nach Indien.
Die 6 Schiffe hatten auch einige neue Gouverneure an Bord. Etwa wurde Jorge Cabral neuer Gouverneur von Vasai-Virar.